# فينا رومان
فينا رومان (بالإسبانية: Fina Román)‏ هي سائقة رالي إسبانية، ولدت في 16 مايو 1965.